# Autretot
Autretot és un municipi francès situat al departament del Sena Marítim i a la regió de Normandia. L'any 2007 tenia 712 habitants.

## Demografia

### Població
El 2007 la població de fet d'Autretot era de 712 persones. Hi havia 244 famílies de les quals 36 eren unipersonals (12 homes vivint sols i 24 dones vivint soles), 56 parelles sense fills, 116 parelles amb fills i 36 famílies monoparentals amb fills.
La població ha evolucionat segons el següent gràfic:
Habitants censats

### Habitatges
El 2007 hi havia 262 habitatges, 252 eren l'habitatge principal de la família, 5 eren segones residències i 5 estaven desocupats. 254 eren cases i 8 eren apartaments. Dels 252 habitatges principals, 172 estaven ocupats pels seus propietaris, 79 estaven llogats i ocupats pels llogaters i 1 estava cedit a títol gratuït; 3 tenien una cambra, 12 en tenien dues, 28 en tenien tres, 101 en tenien quatre i 108 en tenien cinc o més. 247 habitatges disposaven pel capbaix d'una plaça de pàrquing. A 107 habitatges hi havia un automòbil i a 133 n'hi havia dos o més.

### Piràmide de població
La piràmide de població per edats i sexe el 2009 era:
| Homes | Edats   | Dones |
| ----- | ------- | ----- |
| 0     | 95 o +  | 0     |
| 0     | 90 a 94 | 4     |
| 4     | 85 a 89 | 0     |
| 0     | 80 a 84 | 4     |
| 4     | 75 a 79 | 0     |
| 12    | 70 a 74 | 4     |
| 16    | 65 a 69 | 20    |
| 4     | 60 a 64 | 12    |
| 16    | 55 a 59 | 8     |
| 12    | 50 a 54 | 20    |
| 28    | 45 a 49 | 32    |
| 40    | 40 a 44 | 8     |
| 16    | 35 a 39 | 32    |
| 32    | 30 a 34 | 20    |
| 28    | 25 a 29 | 32    |
| 8     | 20 a 24 | 12    |
| 32    | 15 a 19 | 16    |
| 24    | 10 a 14 | 24    |
| 32    | 5 a 9   | 16    |
| 20    | 0 a 4   | 16    |

## Economia
El 2007 la població en edat de treballar era de 479 persones, 381 eren actives i 98 eren inactives. De les 381 persones actives 366 estaven ocupades (197 homes i 169 dones) i 15 estaven aturades (6 homes i 9 dones). De les 98 persones inactives 30 estaven jubilades, 43 estaven estudiant i 25 estaven classificades com a «altres inactius».

### Ingressos
El 2009 a Autretot hi havia 255 unitats fiscals que integraven 712 persones, la mediana anual d'ingressos fiscals per persona era de 18.062 €.

### Activitats econòmiques
Dels 9 establiments que hi havia el 2007, 4 eren d'empreses de construcció, 1 d'una empresa de comerç i reparació d'automòbils, 2 d'empreses d'hostatgeria i restauració i 2 d'empreses de serveis.
Dels 7 establiments de servei als particulars que hi havia el 2009, 1 era un guixaire pintor, 2 fusteries, 1 lampisteria, 1 electricista i 2 restaurants.
L'únic establiment comercial que hi havia el 2009 era una carnisseria.
L'any 2000 a Autretot hi havia 9 explotacions agrícoles que ocupaven un total de 201 hectàrees.

## Equipaments sanitaris i escolars
El 2009 hi havia una escola elemental.

## Poblacions més properes
El següent diagrama mostra les poblacions més properes.